# Российско-эквадорские отношения
Российско-эквадорские отношения — двусторонние дипломатические отношения между Эквадором и Россией. Дипломатические отношения между СССР и Республикой Эквадор установлены 16 июня 1945 года. Обмен посольствами состоялся 25 мая 1970 года. В декабре 1991 года эквадорское правительство признало Российскую Федерацию в качестве государства-продолжателя СССР.

## Двусторонняя торговля
Двусторонний товарооборот — 1,2 млрд долларов (2012 год). Эквадор поставляет в РФ бананы, цветы (в основном, срезанные розы), кофе, какао и морепродукты. Российский экспорт в Эквадор — азотные удобрения, нитрат аммония и металлопрокат. Эквадорский экспорт значительно превышает по стоимости поставки в Эквадор из России.